# 小草谷 (加利福尼亞州)
小草谷（英語：Little Grass Valley）是位於美國加利福尼亞州普盧默斯縣的一個人口普查指定地區。

## 地理
小草谷的座標為39°42′59″N 120°58′38″W / 39.71639°N 120.97722°W，而該地最高點為海拔高度260米（即840英尺）。

## 人口
根據2010年美國人口普查的數據，小草谷的面積為25.906平方千米，當中陸地面積為25.906平方千米，而水域面積為0.000平方千米。當地共有人口2人，而人口密度為每平方千米0人。